# Ugoberto di Baviera
Ugoberto di Baviera, detto anche Ucheberto (fl. VIII secolo), fu duca dei Bavari dal 724 al 736. Era figlio del Duca Teodeberto di Baviera e di Regintrude. Considerazioni onomastiche fanno ritenere che sua madre fosse a sua volta figlia di Ugoberto, siniscalco e conte palatino alla corte merovingia.

## Biografia
La prematura morte del padre, lasciò notevoli problemi ai suoi successori. Carlo Martello tentò di sfruttare l'occasione per aumentare la propria influenza sul ducato bavarese. Ugoberto si vide forzato a cedere parte del proprio ducato, e per un certo periodo di tempo, le leggi bavaresi vennero pronunciate in nome del Re merovingio Teodorico IV.
Ugoberto mise in atto i piani dei propri predecessori, che consistevano nel creare una chiesa indipendente bavarese. Egli compì questo grazie alla cristianizzazione operata sul suo territorio da San Bonifacio e richiamando il vescovo Corbiniano da Frisinga.
| Controllo di autorità | VIAF (EN) 65211010 · CERL cnp01137147 · GND (DE) 133966933 |